# Сен-П'єрр-Лаві
Сен-П'єрр-Лаві́ (фр. Saint-Pierre-Lavis) — колишній муніципалітет у Франції, у регіоні Нормандія, департамент Приморська Сена. Населення — 213 осіб (2011).
Муніципалітет був розташований на відстані близько 155 км на північний захід від Парижа, 45 км на північний захід від Руана.

## Історія
До 2015 року муніципалітет перебував у складі регіону Верхня Нормандія. Від 1 січня 2016 року належав до нового об'єднаного регіону Нормандія.
1 січня 2017 року Сен-П'єрр-Лаві, Озувіль-Обербоск, Беннето, Бермонвіль, Фовіль-ан-Ко, Рикарвіль i Сент-Маргерит-сюр-Фовіль було об'єднано в новий муніципалітет Терр-де-Ко.

## Демографія
Динаміка населення (INSEE ):
Розподіл населення за віком та статтю (2006):
| Стать | Всього | До 15 років | 15-24 | 25-44 | 45-64 | 65-85 | Понад 85 |
| --- | ------ | ----------- | ----- | ----- | ----- | ----- | -------- |
| Чоловіки | 60     | 8           | 0     | 24    | 20    | 8     | 0        |
| Жінки | 84     | 28          | 0     | 24    | 24    | 8     | 0        |
| \| Статево-вікова піраміда \| Статево-вікова піраміда \| Статево-вікова піраміда \| \| ----------------------- \| ----------------------- \| ----------------------- \| \| Чоловіки \| Вік \| Жінки \| \| 0 \| 85 + \| 0 \| \| 4 \| 80-84 \| 0 \| \| 0 \| 75-79 \| 8 \| \| 0 \| 70-74 \| 0 \| \| 4 \| 65-69 \| 0 \| \| 8 \| 60-64 \| 4 \| \| 12 \| 55-59 \| 8 \| \| 0 \| 50-54 \| 12 \| \| 0 \| 45-49 \| 0 \| \| 8 \| 40-44 \| 0 \| \| 12 \| 35-39 \| 16 \| \| 4 \| 30-34 \| 8 \| \| 0 \| 25-29 \| 0 \| \| 0 \| 20-24 \| 0 \| \| 0 \| 15-20 \| 0 \| \| 4 \| 10-14 \| 0 \| \| 4 \| 5-9 \| 20 \| \| 0 \| 0-4 \| 8 \| |        |             |       |       |       |       |          |
| Статево-вікова піраміда |        |             |       |       |       |       |          |
| Чоловіки | Вік    | Жінки       |       |       |       |       |          |
| 0 | 85 +   | 0           |       |       |       |       |          |
| 4 | 80-84  | 0           |       |       |       |       |          |
| 0 | 75-79  | 8           |       |       |       |       |          |
| 0 | 70-74  | 0           |       |       |       |       |          |
| 4 | 65-69  | 0           |       |       |       |       |          |
| 8 | 60-64  | 4           |       |       |       |       |          |
| 12 | 55-59  | 8           |       |       |       |       |          |
| 0 | 50-54  | 12          |       |       |       |       |          |
| 0 | 45-49  | 0           |       |       |       |       |          |
| 8 | 40-44  | 0           |       |       |       |       |          |
| 12 | 35-39  | 16          |       |       |       |       |          |
| 4 | 30-34  | 8           |       |       |       |       |          |
| 0 | 25-29  | 0           |       |       |       |       |          |
| 0 | 20-24  | 0           |       |       |       |       |          |
| 0 | 15-20  | 0           |       |       |       |       |          |
| 4 | 10-14  | 0           |       |       |       |       |          |
| 4 | 5-9    | 20          |       |       |       |       |          |
| 0 | 0-4    | 8           |       |       |       |       |          |

## Економіка
2010 року серед 124 осіб працездатного віку (15—64 років) 91 була активною, 33 — неактивними (показник активності 73,4%, у 1999 році було 76,3%). З 91 активної мешканців працювали 83 особи (45 чоловіків та 38 жінок), безробітними було 8 (2 чоловіки та 6 жінок). Серед 33 неактивних 4 особи були учнями чи студентами, 18 — пенсіонерами, 11 були неактивними з інших причин.

У 2010 році в муніципалітеті числилось 82 оподатковані домогосподарства, у яких проживали 224,0 особи, медіана доходів виносила 17 666 євро на одного особоспоживача